# Luiz Felipe
Luiz Felipe Ramos Marchi, conhecido apenas como Luiz Felipe (Colina, 22 de março de 1997) é um futebolista brasileiro naturalizado italiano que atua como zagueiro. Atualmente, joga pelo Rayo Vallecano.

## Carreira

### Início
Luiz Felipe começou nas categorias de base do Colina Atlético, um time de sua cidade natal, Colina, no interior de São Paulo. Aos 13 anos, em um teste, foi colocado para atuar por 15 minutos durante um amistoso com garotos mais velhos, do time Sub-20 do Ituano. Juninho Paulista, na época coordenador das categorias de base do Ituano, gostou da atuação de Luiz e o integrou as categorias de base do clube.

### Ituano
Após se destacar na base e ser considerado uma promessa do base do Galo, Luiz Felipe fez sua estreia no time principal do Ituano no empate de 0–0 com o Primavera, em Indaiatuba, válido pela 6a rodada da Copa Paulista de 2015.

### Lazio
Em 26 de agosto de 2016, Luiz Felipe foi a Roma para fazer exames médicos e assinar um contrato com a Lazio por 5 anos, por 500 mil euros.

### Salernitana
Após ser contratado pela Lazio, Luiz Felipe foi emprestado para o clube parceiro Salernitana, da Segunda Divisão Italiana, para pegar experiência. Fez sua estreia pela Salernitana no dia 10 de setembro de 2016, na vitória por 2 a 1 sobre o Benevento, além de fazer o gol da vitória para o clube de Salerno.

### Retorno a Lazio
Após uma boa passagem pela Salenitana, foi reintegrado a Lazio por Filippo Inzaghi, e se tornou um dos pilares da equipe com o passar dos anos.
Fez seu 1° gol pela Lazio no dia 26 de dezembro de 2018, na vitória por 2 a 0 sobre o Bologna, na 18a rodada da Liga Italiana. Seu 2° gol pelo clube italiano foi na vitória por 3 a 1 sobre a Juventus, na 15a rodada da Série A, no dia 7 de dezembro de 2019, quebrando um tabu de 16 anos sem vencer a Juventus no Estádio Olímpico de Roma.
Em 15 de janeiro de 2021, Luiz Felipe alcançou a marca de 100 jogos pela Lazio, na 18a rodada da Liga Italiana contra a Roma, jogo que os biancoceleste ganhou por 3 a 0. Em março de 2022, anunciou que não renovaria com o time italiano e que queria buscar um novo desafio em sua carreira. Ao todo, disputou 144 partidas e fez três gols pela Lazio em cinco temporadas na equipe.

### Betis
Em 4 de julho de 2022, foi anunciado como novo reforço do Real Betis, assinando contrato até 2027. Luiz Felipe fez sua estreia em 27 de julho no empate de 1–1 com o Olympique de Marseille na terceira rodada da Liga Europa. Suas boas atuações pelo clube espanhol o fizeram ser escolhido como um dos candidatos a melhor jogador da La Liga no mês de setembro.
Luiz Felipe terminou sua primeira temporada com 29 partidas. Ele foi o segundo jogador que mais fez cortes (média de 4,3 por jogo) e o terceiro em interceptações (média de 1,2 por partida).

## Seleção

### Seleção Brasileira Sub-20
Foi convocado pela primeira vez para a Seleção Brasileira Sub-20 pelo técnico Rogério Micale para um período de treinos dos 12 à 17 de março de 2016, no Rio de Janeiro, visando o Campeonato Sul-Americano de 2017, no Equador.
Luís Felipe foi novamente convocado pelo técnico Rogério Micale no dia 26 de outubro de 2016 para a disputa de dois amistosos preparatórios do Campeonato Sul-Americano Sub-20 de 2017 contra a Seleção Mexicana Sub-20, nos dias 11 e 13 de novembro, na Cidade do México.

### Recusa a Seleção Italiana
Em 16 de março de 2019, Luiz Felipe foi chamado para a Seleção Sub-21 da Itália comandado pelo técnico Luigi Di Biagio, porém, no dia seguinte, Luiz se manifestou em seu Instagram dizendo que agradecia a convocação para seleção italiana, mas optaria por defender a Seleção Brasileira.

### Seleção Brasileira Sub-23
No dia 15 de maio, Luiz Felipe esteve na lista dos 23 convocados por André Jardine para o Torneio de Toulon de 2019 entre os dias 1 e 15 de junho.
No dia 23 de outubro de 2020, foi novamente para os jogos preparatórios contra Arábia Saudita e Egito, em Gidá, no estadio King Abdullah Sports City Stadium, nos dias 13 e 16 de novembro, respectivamente.
Em 14 de maio de 2021, foi novamente convocado por André Jardine para a disputa dos 2 últimos amistosos na Sérvia antes das Olimpíadas de Tokyo, contra a Seleção Principal de Cabo Verde e a Sérvia Sub-21 nos dias 5 e 8 de junho, respectivamente. Estava na pré-lista  de 60 nomes que poderiam ir às Olimpíadas, mas Lazio não o liberou.

### Seleção Italiana
Como tem dupla cidadania por parte da família materna, Luiz Felipe resolveu atuar pela Seleção Italiana após insistência da mesma em seu futebol e pelo fato não ter conseguido uma chance na Seleção Principal do Brasil apesar de suas boas atuações, tendo sido convocado pela primeira vez em 8 de março por Roberto Mancini para enfrentar a Macedônia do Norte em 24 de março e caso avançassse, pegaria o vencedor do duelo entre Portugal e Turquia para garantir a classificação para a Copa do Mundo de 2022. Porém, a Seleção Italiana acabou derrotada pela Macedônia e ficou de fora do Mundial pela segunda vez seguida.
Em 16 de setembro de 2022, foi convocado para duas rodadas da Liga das Nações contra Inglaterra e Hungria.

## Estatísticas
Atualizadas até dia 23 de setembro de 2022.[carece de fontes?]

### Clubes
| Clube             | Temporada         | Campeonato Nacional | Campeonato Nacional | Campeonato Nacional | Copa Nacional | Copa Nacional | Copa Nacional | Competição Continental | Competição Continental | Competição Continental | Outros torneios | Outros torneios | Outros torneios | Total | Total | Total   |
| Clube             | Temporada         | Jogos               | Gols                | Assist.             | Jogos         | Gols          | Assist.       | Jogos                  | Gols                   | Assist.                | Jogos           | Gols            | Assist.         | Jogos | Gols  | Assist. |
| ----------------- | ----------------- | ------------------- | ------------------- | ------------------- | ------------- | ------------- | ------------- | ---------------------- | ---------------------- | ---------------------- | --------------- | --------------- | --------------- | ----- | ----- | ------- |
| Ituano            | 2015              | —                   | —                   | —                   | 0             | 0             | 0             | —                      | —                      | —                      | —               | —               | —               | 0     | 0     | 0       |
| Ituano            | 2016              | 9                   | 0                   | 0                   | —             | —             | —             | —                      | —                      | —                      | 9               | 0               | 0               | 18    | 0     | 0       |
| Ituano            | Total             | 9                   | 0                   | 0                   | 0             | 0             | 0             | 0                      | 0                      | 0                      | 9               | 0               | 0               | 18    | 0     | 0       |
| Salernitana       | 2016–17           | 7                   | 1                   | 0                   | —             | —             | —             | —                      | —                      | —                      | —               | —               | —               | 7     | 1     | 0       |
| Salernitana       | Total             | 7                   | 1                   | 0                   | 0             | 0             | 0             | 0                      | 0                      | 0                      | 0               | 0               | 0               | 7     | 1     | 0       |
| Lazio             | 2017–18           | 18                  | 0                   | 0                   | 3             | 0             | 0             | 10                     | 0                      | 1                      | 0               | 0               | 0               | 31    | 0     | 1       |
| Lazio             | 2018–19           | 17                  | 1                   | 1                   | 3             | 0             | 0             | 5                      | 0                      | 0                      | —               | —               | —               | 25    | 1     | 1       |
| Lazio             | 2019–20           | 26                  | 1                   | 1                   | 1             | 0             | 0             | 2                      | 0                      | 0                      | 1               | 0               | 0               | 30    | 1     | 1       |
| Lazio             | 2020–21           | 14                  | 0                   | 0                   | 0             | 0             | 0             | 4                      | 0                      | 1                      | —               | —               | —               | 18    | 0     | 1       |
| Lazio             | 2021–22           | 31                  | 0                   | 0                   | 2             | 0             | 0             | 7                      | 0                      | 0                      | —               | —               | —               | 40    | 0     | 1       |
| Lazio             | Total             | 82                  | 2                   | 2                   | 9             | 0             | 0             | 26                     | 0                      | 2                      | 1               | 0               | 0               | 144   | 2     | 5       |
| Betis             | 2021–23           | 4                   | 0                   | 0                   | 0             | 0             | 0             | 2                      | 0                      | 0                      | —               | —               | —               | 6     | 0     | 0       |
| Betis             | Total             | 4                   | 0                   | 0                   | 0             | 0             | 0             | 2                      | 0                      | 0                      | 0               | 0               | 0               | 6     | 0     | 0       |
| Total na carreira | Total na carreira | 115                 | 3                   | 2                   | 9             | 0             | 0             | 28                     | 0                      | 2                      | 10              | 0               | 0               | 175   | 3     | 5       |

- a.^ Jogos da Coppa Itália
- b.^ Jogos da Liga Europa da UEFA e da Liga dos Campeões da UEFA
- c.^ Jogos do Campeonato Paulista, Copa Paulista e Supercopa da Itália

## Títulos

### Lazio
- Coppa Italia: 2018–19[carece de fontes?]
- Supercopa da Itália: 2017, 2019[carece de fontes?]